# リオン
リオン株式会社（英: RION Co., Ltd.）は、東京都国分寺市に本社を置く電機メーカー。国内補聴器業界最大手。

## 概要
物理学・音響学の研究を目的とする小林理学研究所の研究成果を製品化するため、1944年に株式会社小林理研製作所として設立。1960年に社名を現在のリオン株式会社に改める。社名のリオンとは、理学の「理」と音響の「音」を組み合わせた造語で、理学に基づいた音響とそれに関連した分野への開拓を目指す意味が込められている。
設立当初はマイクロホンやレコードピックアップに用いられる圧電素子「ロッシェル塩」の生産を行っていたが、1948年に日本初の量産型補聴器を発売。その後、医療用や産業用の計測器を中心に事業を拡大し、現在は医療機器と環境機器、微粒子計測器の３つの事業を展開する。
医療機器事業では、主力製品であるリオネット補聴器のほか、聴力検査に用いられるオージオメータ（聴力検査器）や聴力検査室など、耳鼻咽喉科領域を中心に各種医療機器を生産。環境機器事業では、環境騒音等を測定する騒音計、設備診断等に用いられる振動計を生産、微粒子計測器事業では、電子デバイス工場等の清浄度管理に使用するパーティクルカウンタ（微粒子計）などの製品を生産している。
主要な製品（補聴器、耳鼻科領域の医用検査機器、騒音計、振動計、微粒子計）は、それぞれニッチな市場ではあるが、すべて国内トップシェア。
企業理念は「リオンは　すべての行動を通して　人へ社会へ世界へ貢献する」。
トップメッセージ
リオン早分かり

## 沿革
- 1944年 - 株式会社小林理研製作所（現・リオン）を設立。
- 1946年 - ロッシェル塩の圧電振動子を使用したマイクロホン及びピックアップを発売。
- 1948年 - 日本初の量産型補聴器を発売。
- 1952年 - オージオメータ（聴力検査器）を発売。
- 1955年 - 騒音計を発売。
- 1960年 - リオン株式会社に社名変更。
- 1964年 - 耳かけ型補聴器を発売。
- 1965年 - 振動計を発売。
- 1970年 - 世界初のデジタル騒音計を発売。
- 1977年 - 気中微粒子計を発売。
- 1980年 - 地震計を発売。
- 1984年 - オーダーメイド補聴器を発売。
- 1984年 - 日本初の液中微粒子計を発売。
- 1986年 - 世界初の防水耳かけ型補聴器を発売。
- 1991年 - 世界初のデジタル補聴器を発売。
- 1996年 - 株式を店頭公開。
- 1997年 - 株式会社国際補聴器（現・連結子会社　関東リオン株式会社）を買収し、子会社化。
- 1998年 - CE認証（93／42／EEC）を取得。
- 1999年 - ISO14001の認証を取得。
- 2000年 - 東証二部に上場。
- 2002年 - リオンサービスセンター株式会社（現・連結子会社）を設立。リオンテクノ株式会社（現・連結子会社）を設立。欧州駐在員事務所をオランダに開設。
- 2003年 - ISO13485の認証を取得。
- 2004年 - 日本初の補聴器シェル自動生産システム「リオネット夢耳工房」稼働。
- 2005年 - 世界初の防水型オーダーメイド補聴器を発売。
- 2006年 - 補聴器の累計出荷台数600万台を達成。
- 2008年 - 東京営業所を開設。
- 2009年 - 有限会社ヒアリンク（現・連結子会社　東京リオネット販売株式会社）を買収し、子会社化。
- 2010年 - 中国駐在員事務所を中国に開設（2013年3月閉鎖）。国産初のハンディタイプOAEスクリーナー（ER-60）を発売。
- 2011年 - 東証一部銘柄に指定。
- 2012年 - 上海理音商貿公司（非連結子会社）を中国に設立。
- 2015年 - 上海理音科技有限公司（元上海理音商貿有限公司）を中国に設立。
- 2017年 - 世界初　軟骨伝導補聴器を発売。
- 2018年 - 東日本リオン株式会社（連結子会社）を設立。（関東リオンと東京リオネット販売を合併）
- 2018年 - 国分寺駅北口ビルネーミングライツ取得。（「リオンホール」「リオン広場」）
- 2020年 - 世界初の補聴器用ワイヤレス充電システムを発売。
- 2020年 - 世界初のフルコードレスなオージオメータを発売。
- 2022年 - 東証プライム市場へ移行。
- 2022年 - ノルソニック社（現・連結子会社）を買収し、子会社化。

## 主要製品
リオネット補聴器･関連機器
- 耳あな型オーダーメイド補聴器
- 既製耳あな型補聴器
- 耳かけ型補聴器
- ポケット型補聴器
- 軟骨伝導補聴器
- 難聴者生活サポート商品
- 補聴器特性試験装置

医用検査機器
- オージオメータ
- インピーダンスオージオメータ
- 電子カルテ関連システム
- 耳管機能検査装置
- 眼振計
- 聴力検査室
- 耳音響放射検査装置
- 誘発反応検査装置
- 平衡機能検査装置

音響・振動計測器
- 騒音計
- 振動計
- 周波数分析器
- 記録計
- 地震計
- 音響振動計測システム製品
- 粘度計
- 航空機騒音観測システム

微粒子計測器
- 気中パーティクルカウンタ
- 液中パーティクルカウンタ
- 微粒子計測システム製品
- 生物粒子計数器

## 提供テレビ番組（リオネット補聴器名義）
- 朝だ!生です旅サラダ（朝日放送テレビ）
- 人生の楽園（テレビ朝日）
- 旅の香り（テレビ朝日）
- テレビ朝日火曜時代劇（テレビ朝日、現在は撤退）
- 徹子の部屋（テレビ朝日）
- とくダネ→めざまし8（フジテレビ、2020年10月 - ）
- サタデープラス（MBS）